# New York Americans

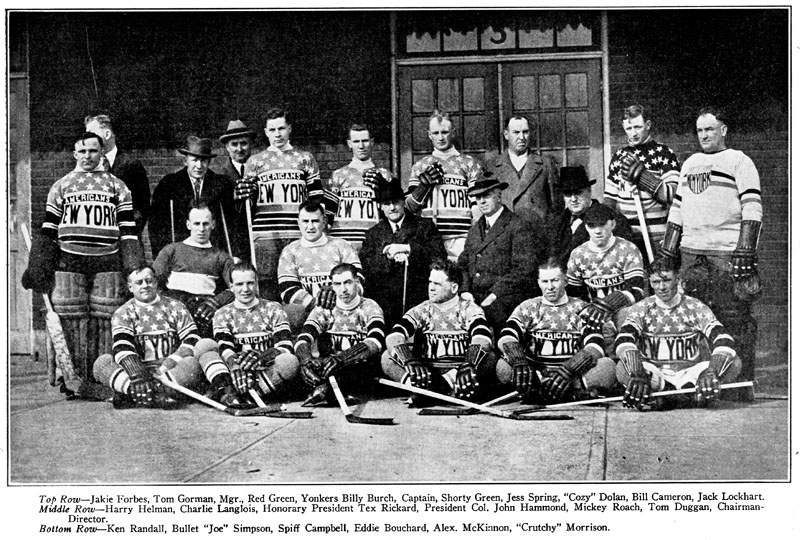
New York Americans säsongen 1925–26.

New York Americans från New York var ett lag som spelade i den professionella ishockeyligan NHL mellan åren 1925 och 1942.

## Historia
New York Americans färger var röd-vit-blå. Det var det första NHL-laget från New York då de grundades 1925, ett år innan New York Rangers. Laget spelade i den då nybyggda tredje Madison Square Garden. Men ägarna till arenan ville själva starta ett ishockeylag, vilket gjorde att det fanns två New York-lag fram till andra världskriget.
Ägaren till "Americans", en rik och framgångsrik spritsmugglare, köpte över de strejkande spelare som hade spelat för upplösta Hamilton Tigers, för att försöka nå snabbare framgångar. Laget lyckades dock aldrig vinna Stanley Cup och deltog endast i fem slutspel under sina 17 säsonger.
Ekonomin för ägaren blev sämre när förbudstiden upphörde och laget bytte ägare men de ekonomiska problemen följde laget. När Andra världskriget inleddes försvann många av de kanadensiska spelarna från NHL ut i kriget och så skedde även från New York Americans. Laget tvingades även att sälja många bättre spelare för att upprätthålla ekonomin. Inför säsongen 1941–1942, i en sista desperat åtgärd, ville den nye ägaren flytta laget från Madison Square Garden till Brooklyn. Då det inte fanns en tillräckligt stor arena där fick man dock fortsätta spela i Madison Square Garden. Laget bytte dock namn till Brooklyn Americans. Namnbytet hjälpte inte, utan ännu sämre publiksiffror följde. Därtill tvingade bristen på spelare laget att ta en paus. Förhoppningen var dock att laget skulle återkomma efter kriget, vilket dock inte skedde.
Efter att New York Americans försvann ur NHL hade ligan endast sex lag, vilket inte ändrades förrän 1967 då det tillkom sex nya lag. 1972 fick Rangers en ny lokalkonkurrent när New York Islanders togs in i NHL.
Flera berömda spelare representerade New York Americans genom åren, bland dem Punch Broadbent, Nels Stewart, Hooley Smith, "Bullet Joe" Simpson, Eddie Shore, Sweeney Schriner, Babe Dye, Busher Jackson, Red Dutton, Billy Burch, Shorty Green samt bröderna Lionel och Charlie Conacher.